# Berkheya purpurea
Espèce
Classification phylogénétique
Synonymes
- Crocodilodes purpurea  Kunze
- Stobaea purpurea  DC. [1]

Berkheya purpurea est une espèce de plante à fleurs appartenant à la famille des Asteraceae.

## Distribution
Elle est originaire du sud de l'Afrique. C'est une plante familière connue aussi bien en adventice, qu'en plante ornementale.

## Description
C'est une plante herbacée pérenne d'une hauteur de 0.3 - 0.9 m. D'une croissance rapide, avec une seule longue racine principale qui forme un dense feuillage épineux très serrées au niveau du sol. Les feuilles sont disposées en une rosette de 250 mm de large. La surface supérieure des feuilles est presque brillante, alors que la part inférieure est couvertes de longs poils blancs. Des feuilles plus petites se produisent le long de l'unique tige floral ; ces feuilles diminuent de taille sur la part supérieure.
Les fleurs apparaissent sur les rameaux latéraux. Les fleurs extérieures sont de couleur mauve profond, alors que les fleurs du centre sont de couleur violette obscure. Les fleurs sont très rarement blanches. Chaque fleur ne dure que peu de jours et une seule plante peut avoir jusqu'à 15 fleurs ouvertes en même temps.

### Galerie

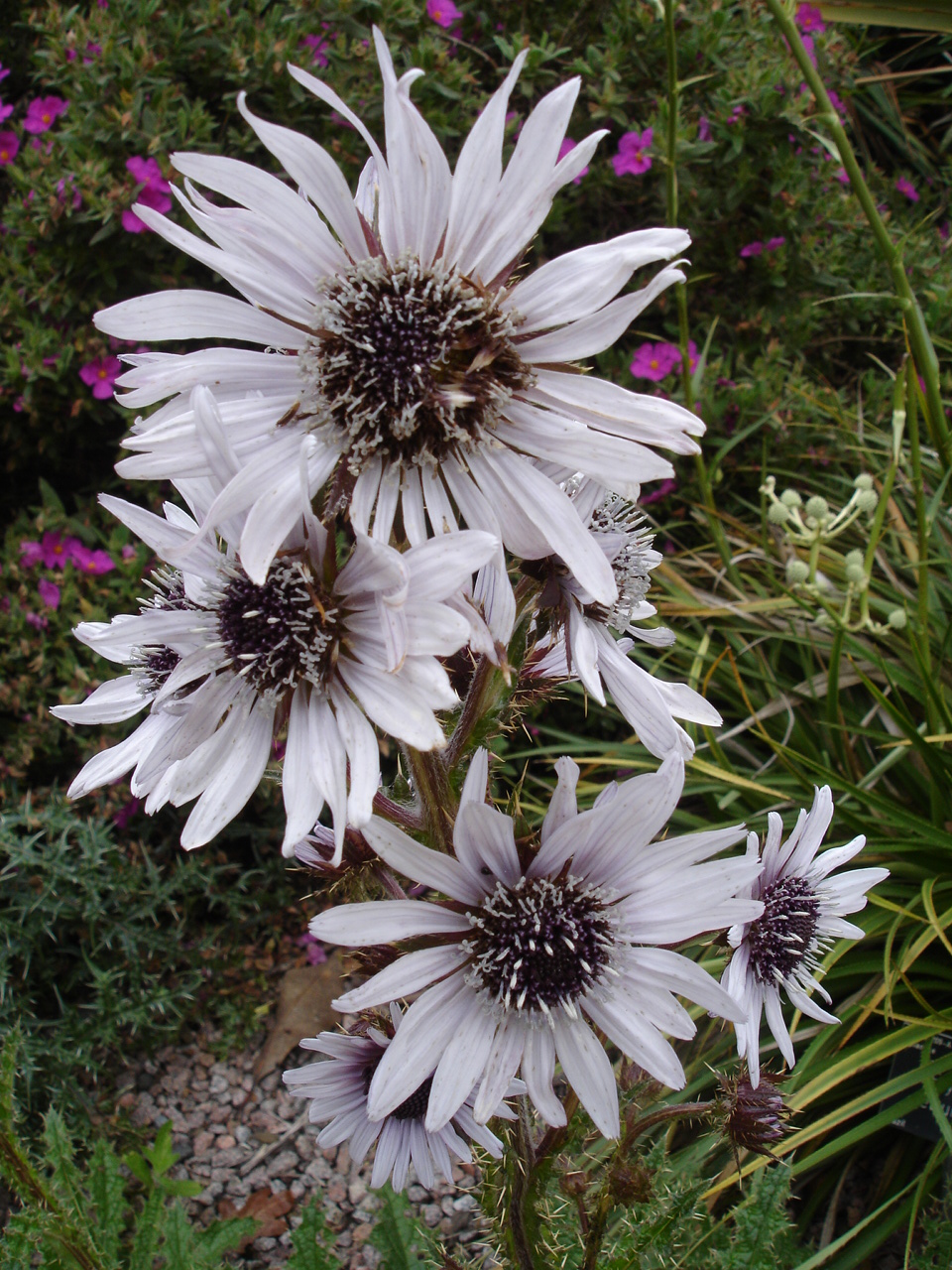
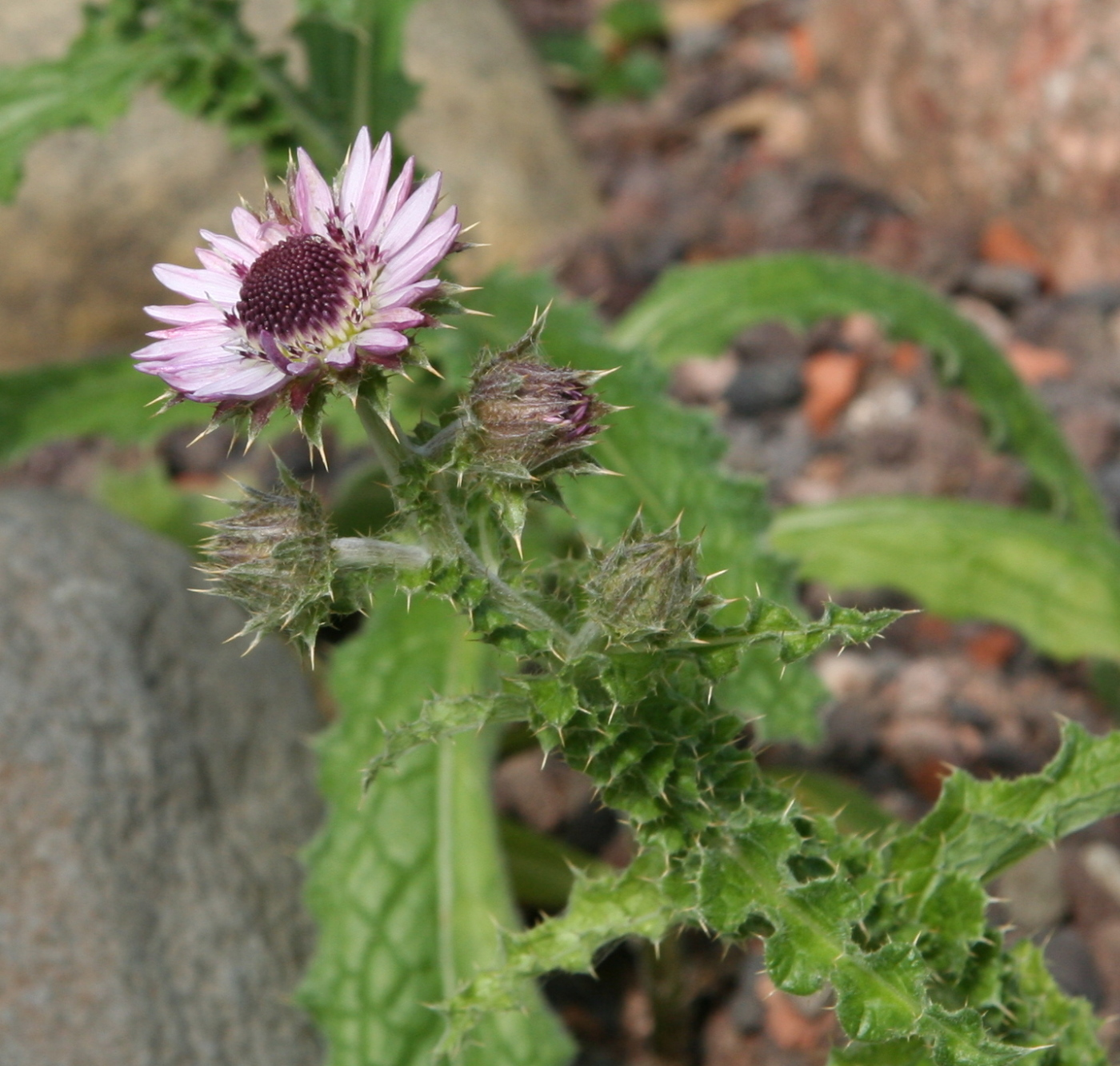
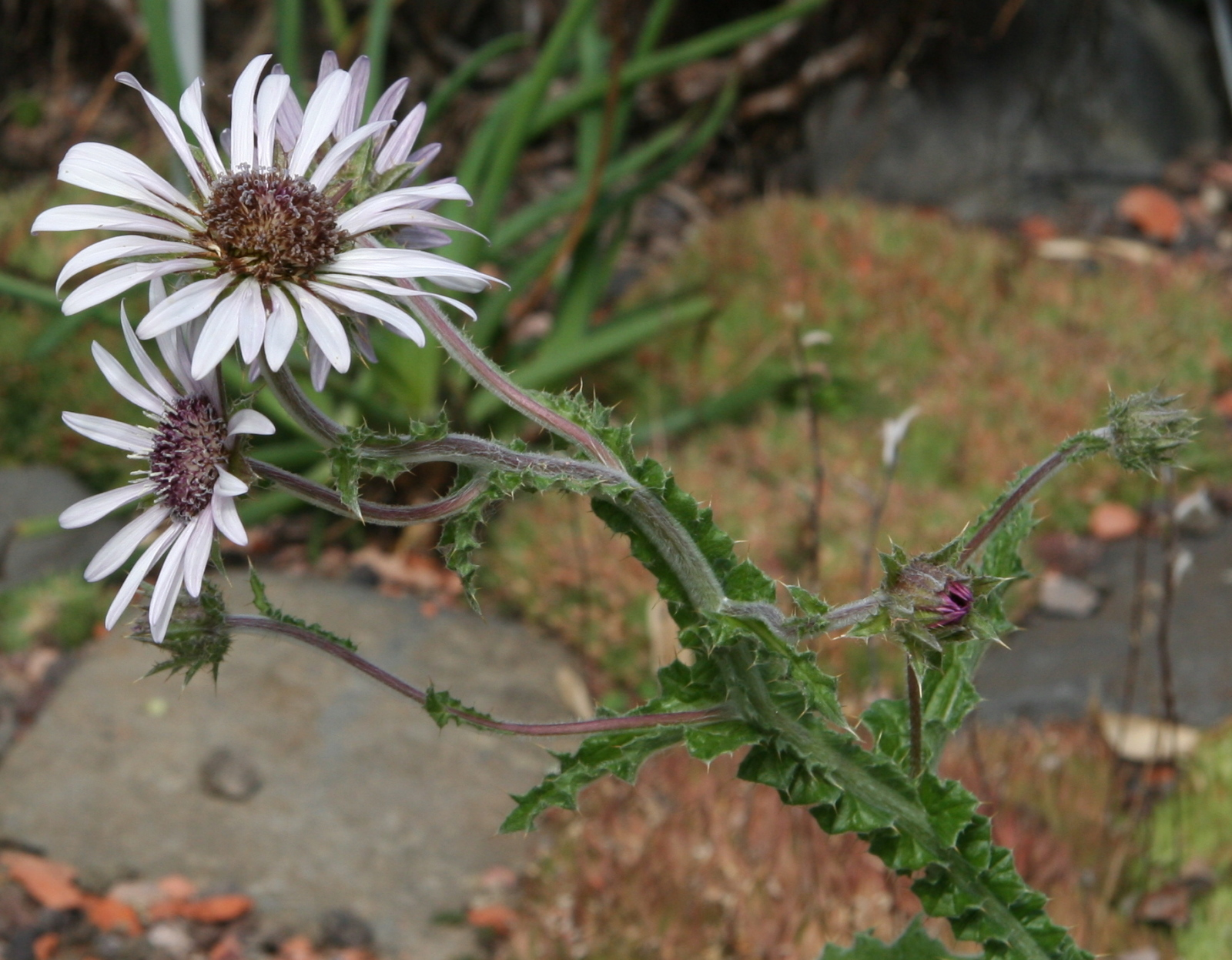
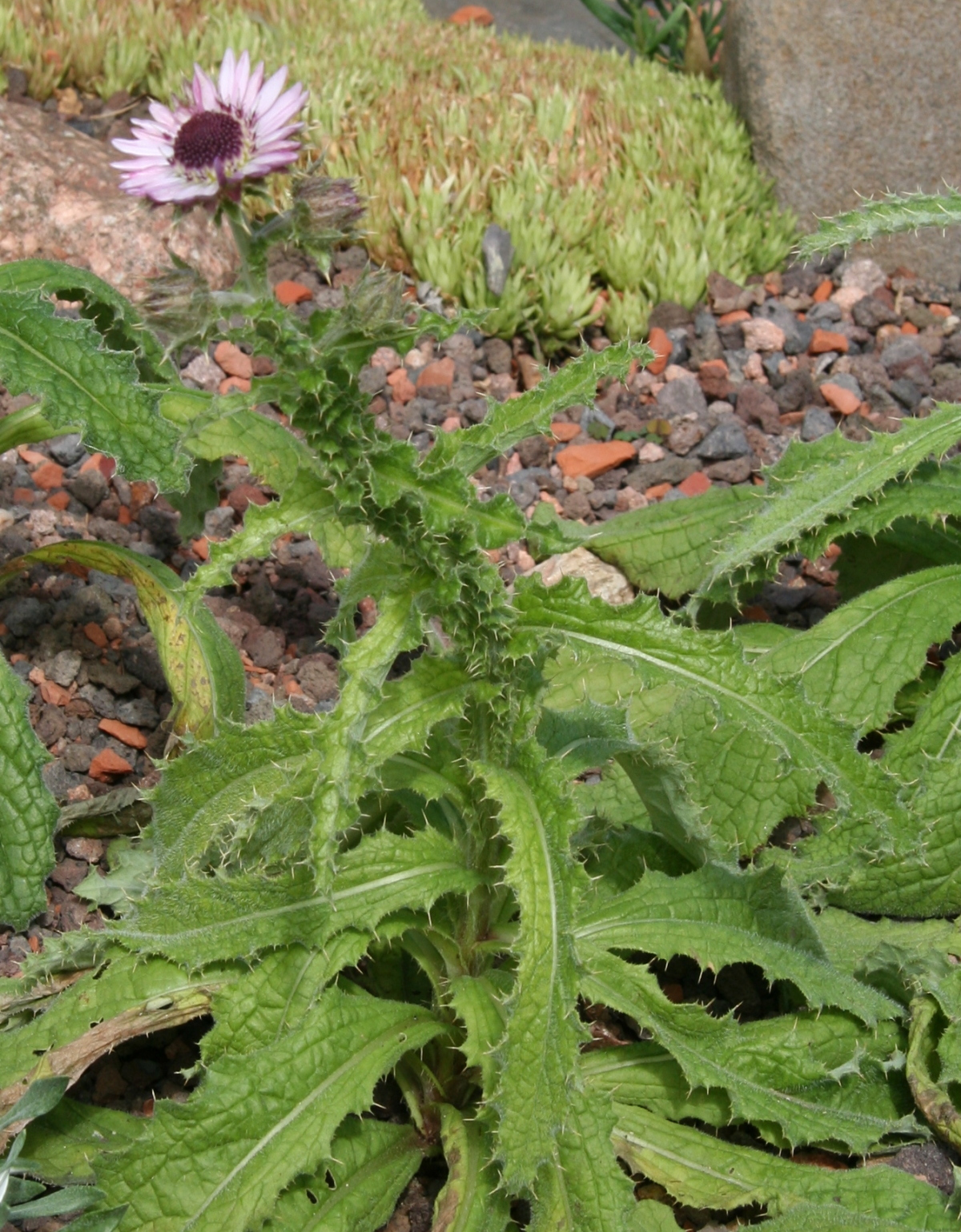
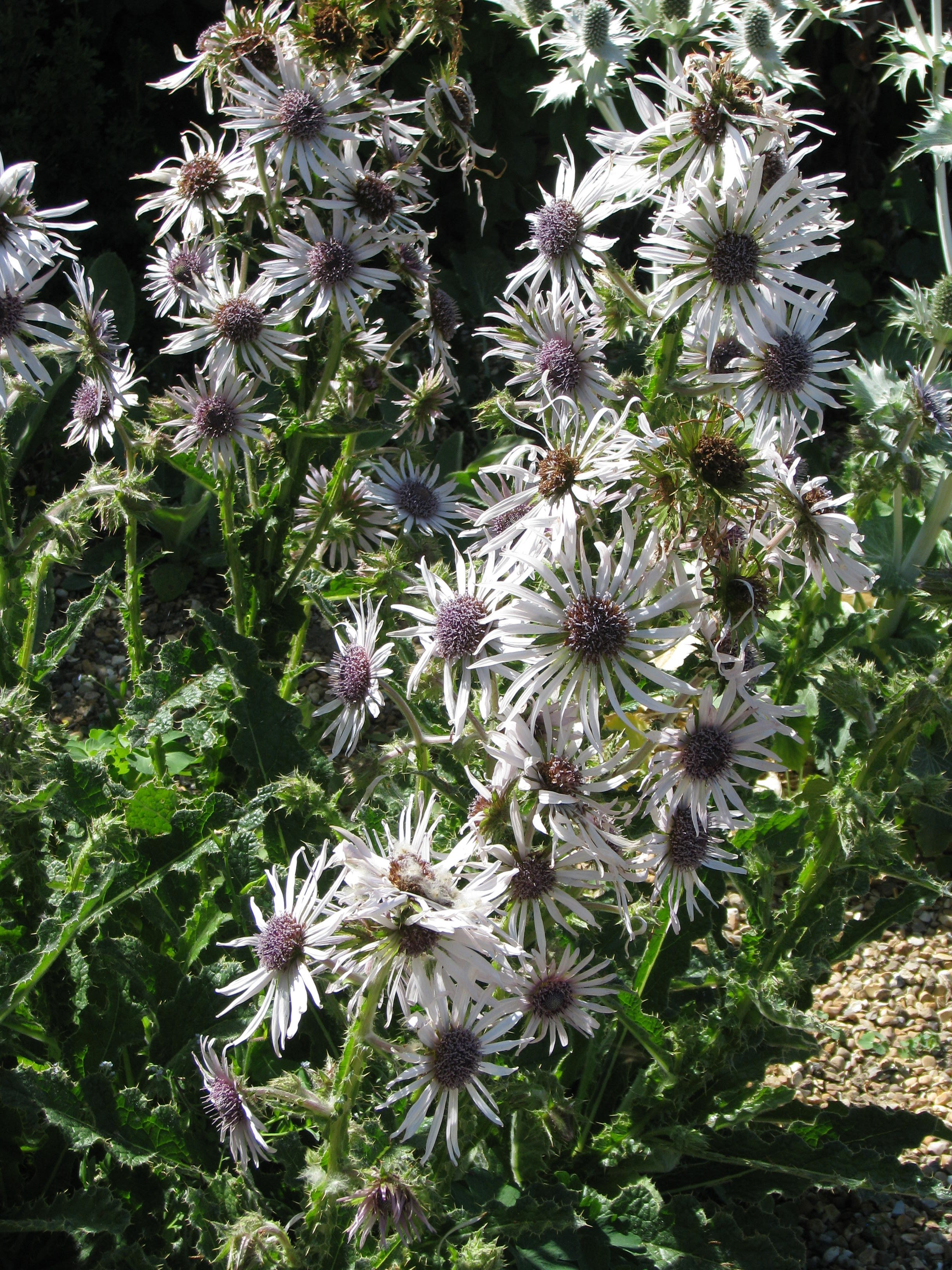
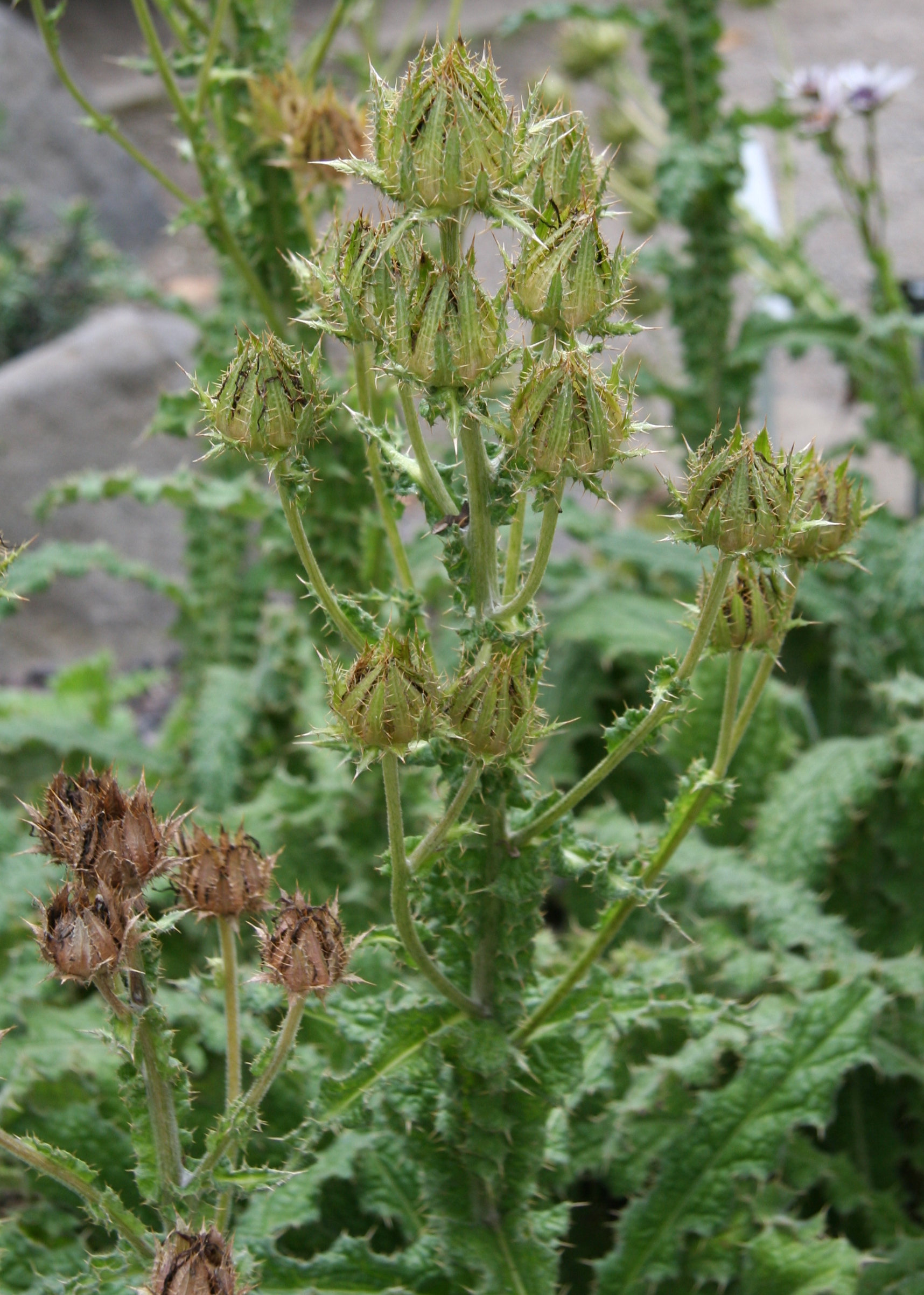

## Taxonomie
Berkheya purpurea , a été décrite par (de Candolle) et Maxwell Masters;  Et publié dans "  Gardener's Chronicle ". Ne. 38: 1262. 1872
Synonymie

- Crocodilodes purpureum Kuntze
- Stobaea purpurea DC.[3].